# A (yacht à moteur)
Pour les articles homonymes, voir A.
Le yacht à moteur A est un yacht à moteur de luxe, conçu par Philippe Starck et Martin Francis,,, et construit par les chantiers Blohm & Voss - Howaldtswerke-Deutsche Werft (HDW) à Kiel en Allemagne,.
Il a été mis en chantier en novembre 2004 et livré en 2008 pour un coût estimé de 300 millions de dollars,.
D'une longueur de 119 mètres et d'un déplacement de près de 6 000 tonnes, il est l'un des plus grands yachts à moteur du monde,.
Nommé pour la première initiale de ses propriétaires, Andreï Melnitchenko (homme d'affaires milliardaire russe) et sa femme Aleksandra, son style provocateur polarise les opinions depuis son lancement.
C'est le plus grand yacht avec une étrave inversée et il évoque les comparaisons avec les sous-marins et des navires de guerre furtifs, tandis que les commentateurs l'ont appelé « le navire le plus aimé et le plus détesté, ».

## Caractéristiques

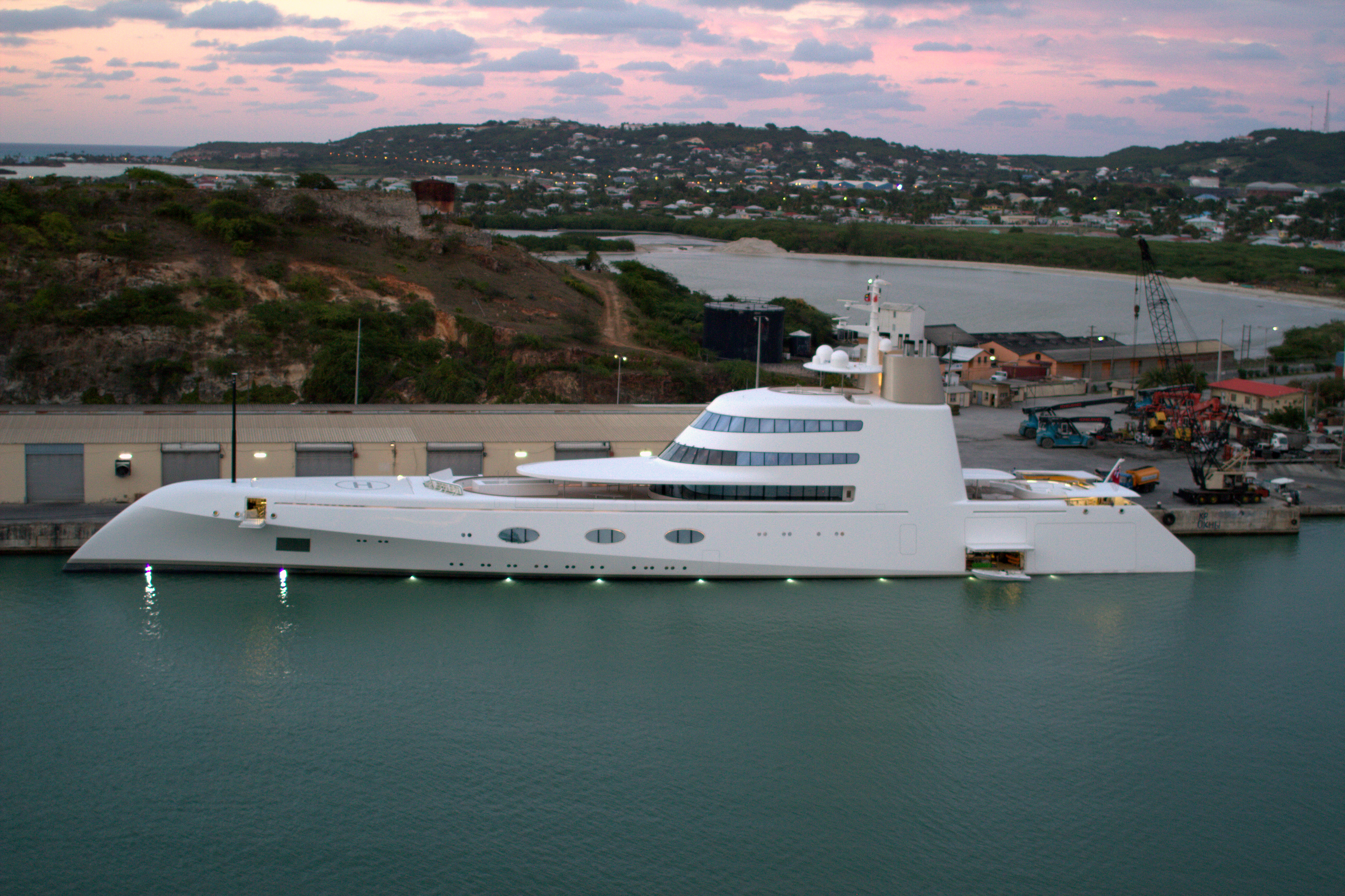
Le A à quai

Le A est alimenté par deux moteurs Diesel MAN RK280 fournissant environ 9 000 kW (12 000 cv), suffisants pour donner au yacht une vitesse maximale de 23 nœuds (43 km/h). À sa vitesse de croisière de 19 nœuds (35 km/h), il peut couvrir 6 500 milles nautiques  (12 000 km) en moins de seize jours avant que son réservoir de carburant de 750 000 litres ne soit vide.
Typiquement pour un méga yacht, le A est décoré et équipé À un niveau extrêmement opulent. Il y a près de 2 200 m2 d'espace intérieur, y compris les 230 m2 pour la suite du propriétaire.
Philippe Starck, connu pour ses choix de conception parfois osés, a également ajouté une « chambre secrète Nookie » cachée derrière des panneaux en miroir. Les surfaces réfléchissantes sont disposées abondamment tout au long de l'intérieur, avec du cristal de Baccarat qui est utilisé non seulement pour la verrerie et de la vaisselle, mais aussi pour les meubles.

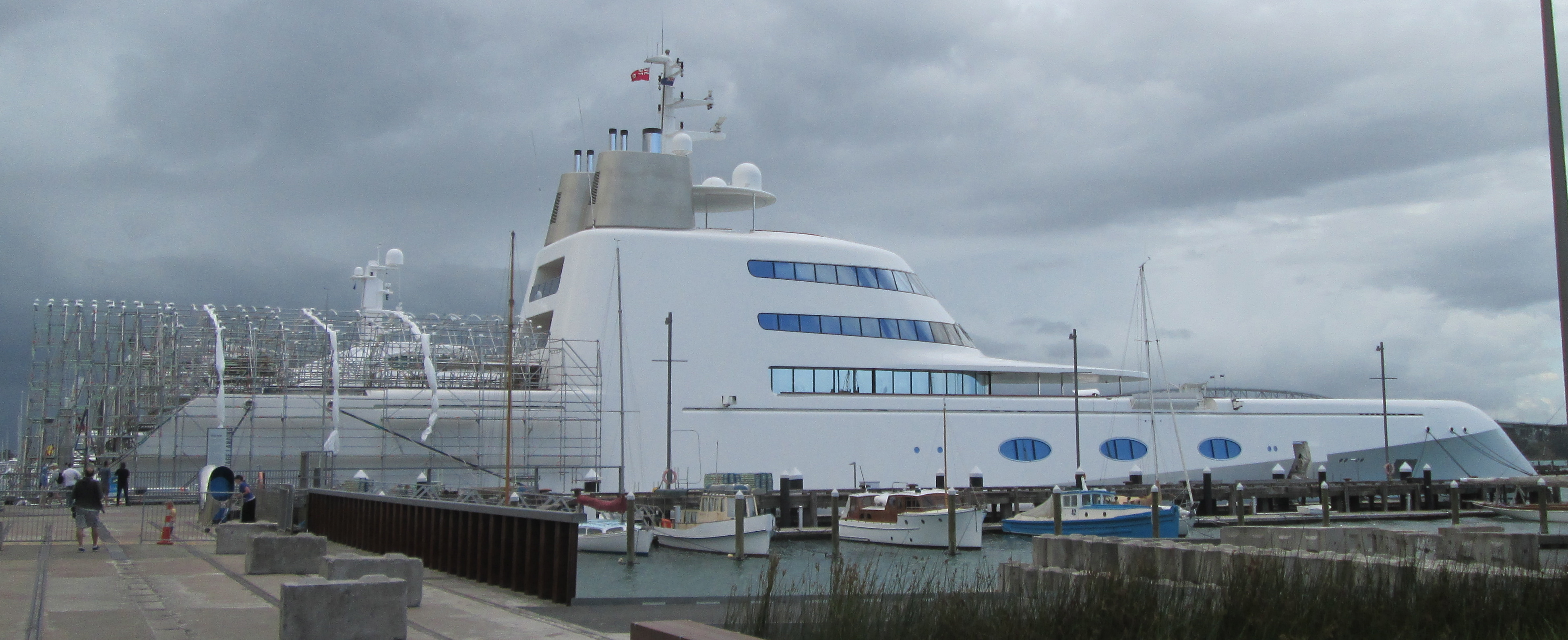
Le A dans le port d'Auckland en décembre 2013

Il y a six suites pour les invités. Leurs cloisons peuvent se déplacer et les suites être converties en quatre grandes cabines.
Une grande partie de la décoration intérieure a été pensée par Aleksandra Melnitchenko qui, comme nouvelle épouse du propriétaire, a bataillé avec le designer Starck sur les caractéristiques commandées lorsque son mari était encore célibataire. La taille de la discothèque a été revue à la baisse, tandis que le décor des suites a été édulcoré, bien qu'il comprenne toujours du cuir blanc en galuchat sur les murs et les plafonds et des meubles en peau de crocodile.
À l'extérieur, il dispose d'un hélipad et d'une piscine sur la superstructure avant et de deux autres piscines à l'arrière, dont l'une possède un fond en verre et peut être vue à partir de la discothèque située sous le pont.

## Sources
- (en) Cet article est partiellement ou en totalité issu de l’article de Wikipédia en anglais intitulé « A (yacht) » (voir la liste des auteurs).